# Конькобежный спорт на зимних Олимпийских играх 1976

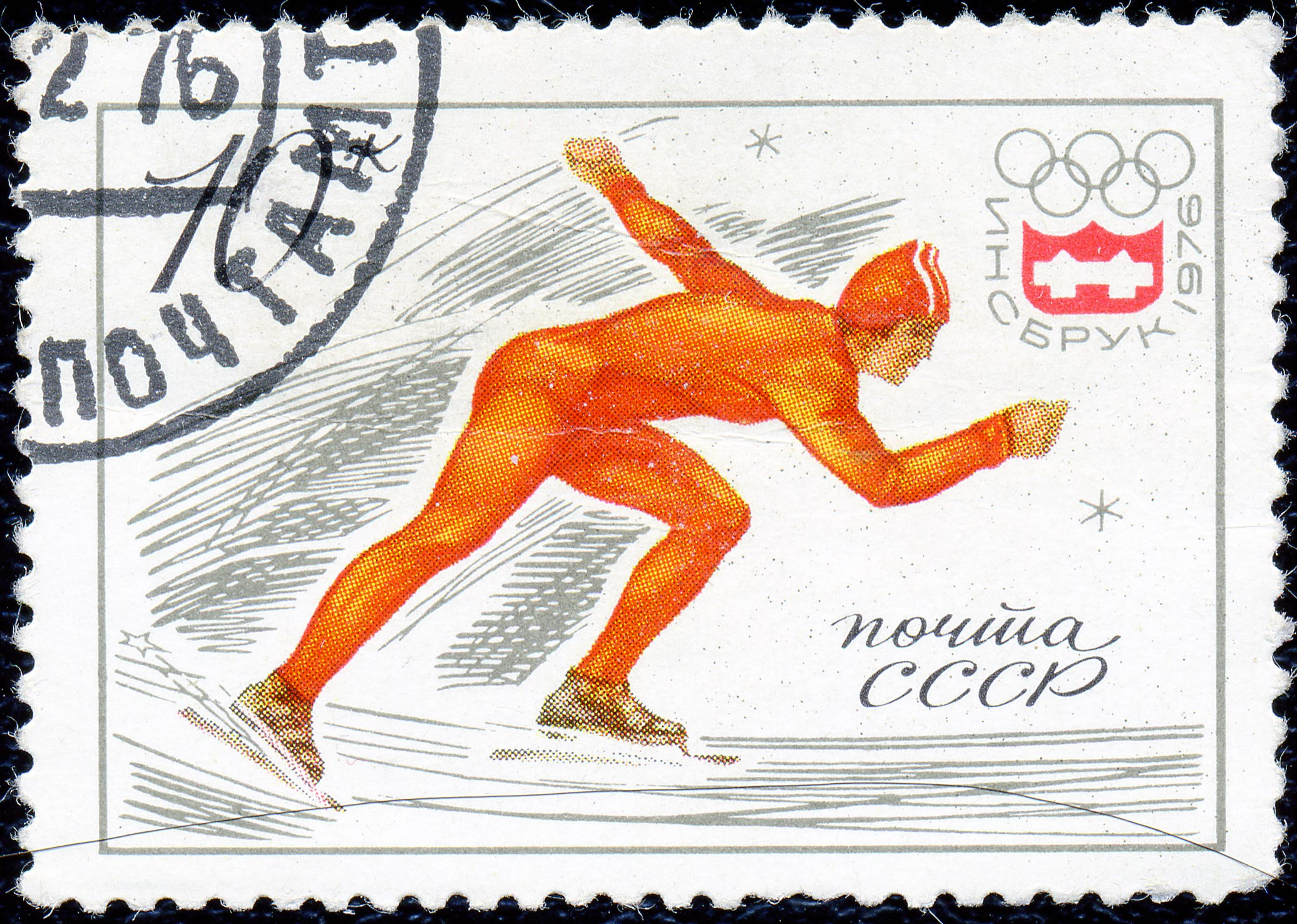
Почтовая марка СССР. 1976. XII Зимние Олимпийские игры. Конькобежный спорт

Соревнования по конькобежному спорту на зимних Олимпийских играх 1976 прошли с 6 по 14 февраля.

## Медалисты

### Мужчины
| Дисциплина | Золото                      | Серебро                 | Бронза                     |
| ---------- | --------------------------- | ----------------------- | -------------------------- |
| 500 м      | Евгений Куликов СССР        | Валерий Муратов СССР    | Дэн Иммерфолл США          |
| 1000 м     | Петер Мюллер США            | Йорн Дидриксен Норвегия | Валерий Муратов СССР       |
| 1500 м     | Ян Эгиль Сторхольт Норвегия | Юрий Кондаков СССР      | Ханс ван Хелден Нидерланды |
| 5000 м     | Стен Стенсен Норвегия       | Пит Клейне Нидерланды   | Ханс ван Хелден Нидерланды |
| 10.000 м   | Пит Клейне Нидерланды       | Стен Стенсен Норвегия   | Ханс ван Хелден Нидерланды |

### Женщины
| Дисциплина | Золото                 | Серебро              | Бронза                 |
| ---------- | ---------------------- | -------------------- | ---------------------- |
| 500 м      | Шейла Янг США          | Кэти Пристнер Канада | Татьяна Аверина СССР   |
| 1000 м     | Татьяна Аверина СССР   | Лия Пулос США        | Шейла Янг США          |
| 1500 м     | Галина Степанская СССР | Шейла Янг США        | Татьяна Аверина СССР   |
| 3000 м     | Татьяна Аверина СССР   | Андреа Митчерлих ГДР | Лизбет Корсмо Норвегия |